# 영서고등학교
영서고등학교(嶺西高等學校)는 대한민국 강원특별자치도 원주시 반곡동에 있는 공립 고등학교이다.

## 학교 연혁
- 1941년 3월 23일 : 원주농업고등학교 설립인가(농업과 4학급)
- 1941년 5월 5일 : 개교식 거행
- 1947년 1월 31일 : 원주농업중학교로 개편(6년제 농업, 축산 각 6학급)
- 1950년 6월 15일 : 원주농업고등학교로 학제개편(농업, 임업, 축산과 각 3학급)
- 1950년 7월 1일 : 6.25사변으로 교사 및 부속건물전소(교지 및 실습지 46,996평 군사기지로 징발)
- 1951년 5월 31일 : 피난에서 복귀, 원동에 가교사 개교(12학급)
- 1952년 11월 24일 : 원성군 흥업면 무실리(신축이전)
- 1955년 9월 10일 : 원주시 일산동(신축이전)
- 1956년 7월 27일 : 학성중학교 병설인가(6학급)
- 1966년 12월 30일 : 잠업과 3학급 인가(남여공학)
- 1970년 9월 21일 : 신축교사 본관 착공(단계동)
- 1971년 9월 1일 : 학성중학교와 분리
- 1971년 9월 13일 : 단계동으로 신축이전
- 1974년 10월 18일 : 학칙 개정(농업, 축산, 잠업, 농산제조, 원예 각 3학급. 단 잠업과, 원예과 남여공학)
- 1982년 8월 20일 : 관설동 현위치로 이전
- 1990년 9월 28일 : 학칙 개정(전학과 남여공학)
- 2005년 3월 1일 : '원주농업고등학교' 에서 '영서고등학교' 로 교명변경
- 2009년 3월 1일 : 특수학급 1학급 증설
- 2021년 3월 1일 : 학과명 변경(골프경영과를 골프산업과, 회계정보과를 유통경영과로 학과 개편)
- 2022년 3월 1일 : 학과명 변경(환경조경과를 조경디자인과로 학과 개편)
- 2023년 9월 1일 : 제30대 신동만 교장 부임
- 2024년 1월 4일 : 제79회 졸업식(졸업생 155명, 누적 17,190명)
- 2024년 3월 4일 : 제84회 입학식(입학생 192명)

## 설치 학과
- 산업기계과
- 동물자원과
- 식품산업과
- 생활원예과
- 유통경영과
- 사무행정과
- 조경디자인과
- 골프산업과

## 참고 자료
- 영서고등학교 - 한국교육학술정보원 학교알리미